# Passerella sul Grand Canyon
La passerella sul Grand Canyon (in inglese: Grand Canyon Skywalk) è una passerella sopraelevata a ferro di cavallo con pavimentazione trasparente situata in Arizona, Stati Uniti d'America, vicino al fiume Colorado sulla cima di un canyon laterale nell'area del Grand Canyon occidentale. Le mappe topografiche della USGS indicano un'altitudine di 1.450 metri sul livello del mare, mentre il fiume Colorado si trova a 350 metri s.l.m.; l'altezza verticale a di sotto della passerelle trasparente varia tra i 150 e 240 metri.
Commissionata e gestita dalla tribù indiana degli Hualapai, la struttura è stata presentata il 20 marzo 2007, ed aperta al pubblico il 28 marzo successivo. Vi si accede tramite il terminal del Grand Canyon West Airport oppure guidando per circa 190 km da Las Vegas. La skywalk si trova a est della comunità di Meadview e a nord di Peach Springs, mentre la cittadina più abitata nella zona è Kingman.

## Progettazione e costruzione

Vista della Grand Canyon Skywalk e del canyon circostante

David Jin, un imprenditore che era stato coinvolto con il turismo e la Nazione Hualapai per qualche tempo, pensò di realizzare una piattaforma che si spingesse oltre il bordo del Grand Canyon. Con l'aiuto dell'architetto Mark Ross Johnson, l'idea si evolse in una passerella rettangolare e infine a forma di "U", in questo modo fu poi costruita.
La larghezza complessiva della Skywalk è di 20 metri e si estende fuori dal bordo del canyon per 21 metri. Le travi scatolari esterne ed interne della passerella hanno una larghezza di 810 mm per una profondità di 1.800 mm, e sono sostenute da otto piloni quadrati di 810 mm di lato posti su quattro punti di ogni lato del centro del visitatori. Gli otto piloni sono ancorati a coppie in quattro grandi fondamenta di calcestruzzo, a loro volta ancorati ad un substrato composto da novantasei aste filettate da 64 mm di diametro in acciaio "Dywidag" ad alta resistenza infilate fino alla profondità di 14 metri nella roccia.

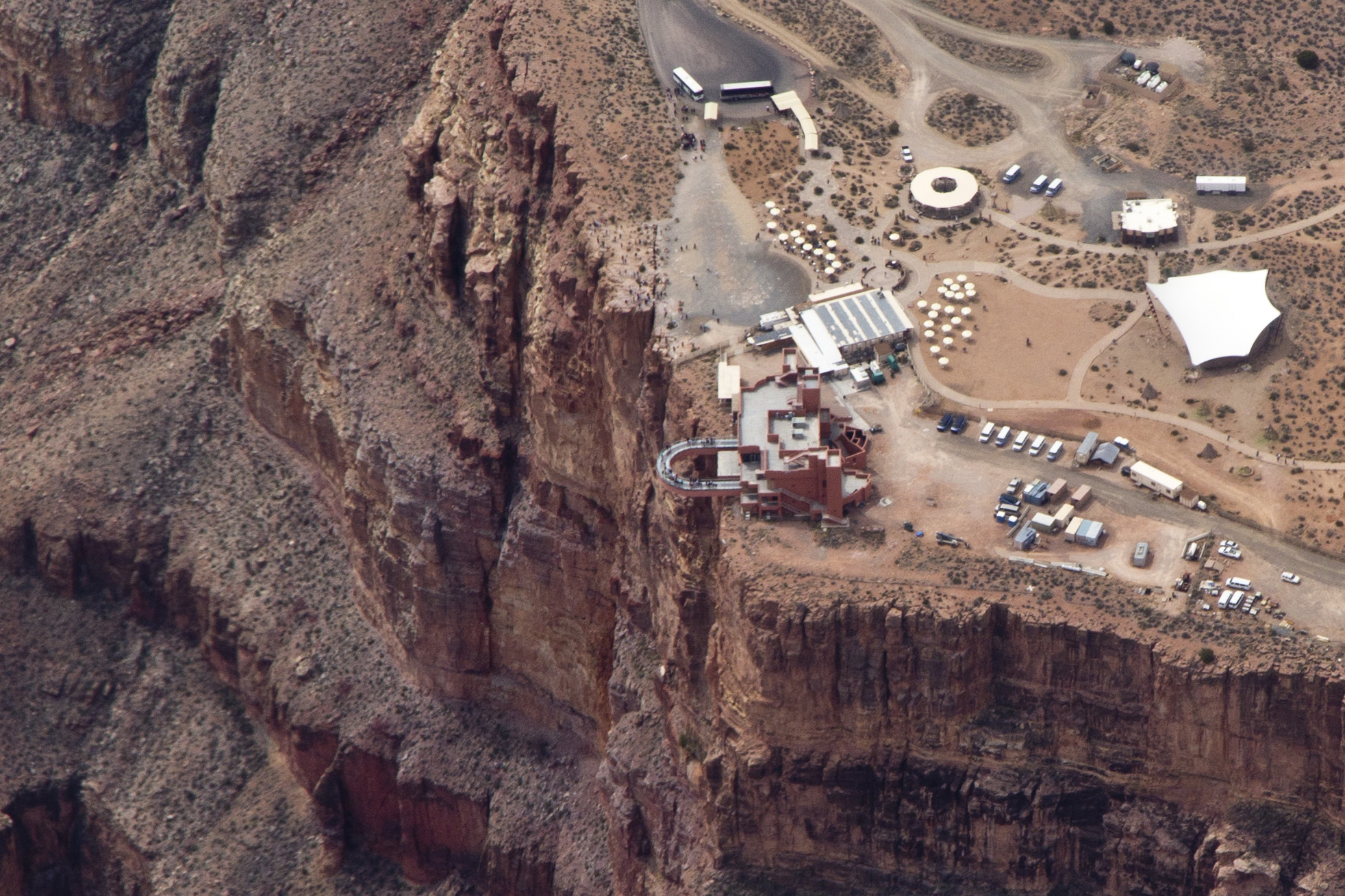
Vista aerea della Grand Canyon Skywalk

Il ponte della skywalk è realizzato con quattro strati di vetro Diamond a basso contenuto di ferro prodotti dalla Saint-Gobain di Pisa inframezzati tra loro con DuPont SentryGlas. La larghezza del ponte è di 3,10 metri. Le giunture del vetro della skywalk sono realizzate con lo stesso tipo di vetro del ponte, ma con meno strati (due) piegati per seguire la curvatura della passerella. I raccordi di vetro hanno un'altezza di 1,57 metri e sono stati progettati per resistere a raffiche di vento forte.
Il ponte della skywalk è stato progettato per sopportare un carico in movimento di 490 kg/m², insieme ad altri requisiti antisismici e per resistere alla forza del vento. Le fondamenta, in particolare, sono in grado di sopportare un terremoto di magnitudo 8.0 con epicentro nel raggio di 80 km. La messa a punto del progetto è stata realizzata con analisi specifiche sulle vibrazioni causate dal carico eolico e pedonale. Due assorbitori armonici sono stati installati all'interno della travatura esterna e un altro all'interno della trave interna, presso l'estensione più lontana della skywalk, al fine di ridurre le vibrazioni del calpestio pedonale. La passerella può portare fino a 822 persone del peso di 91 kg cadauna senza overstress; tuttavia non sono ammessi più di 120 visitatori in una sola volta.

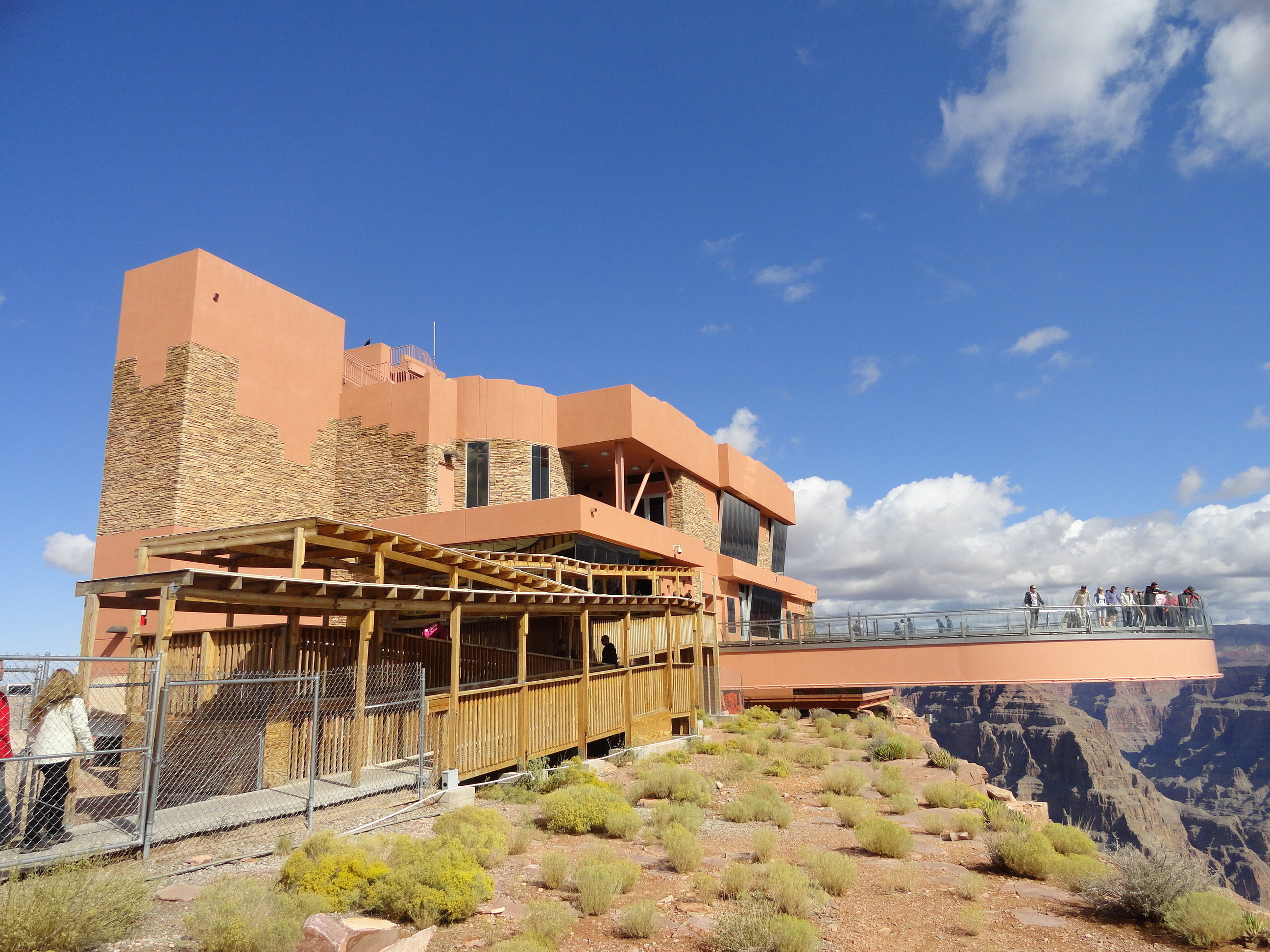
Vista ravvicinata del centro visitatori

La Skywalk è stato assemblato sulla parte superiore della parete del canyon, in linea con la sua collocazione finale e posto in posizione finale da un martinetto and roll rig. L'infrastruttura Skywalk  pesa poco più di 450.000 kg senza contrappesi, ma compresi gli ammortizzatori sintonizzati massa, hardware ringhiera, rotaie di vetro, ponte in vetro e travi in acciaio box. Al momento del roll-out, lo Skywalk pesava circa 730.000 chilogrammi. Il processo è stato completato in due giorni.
Il vetro della Skywalk è stato prodotto e importato da Saint-Gobain Deutsche Glas (Kinon in Aachen) e Glas Döring a Berlino, Germania.
Gli astronauti Buzz Aldrin e John Herrington hanno partecipato alla cerimonia di apertura il 20 marzo 2007.
Un film documentario sulla costruzione della skywalk è stato realizzato dalla National Geographic.

## Progetti futuri

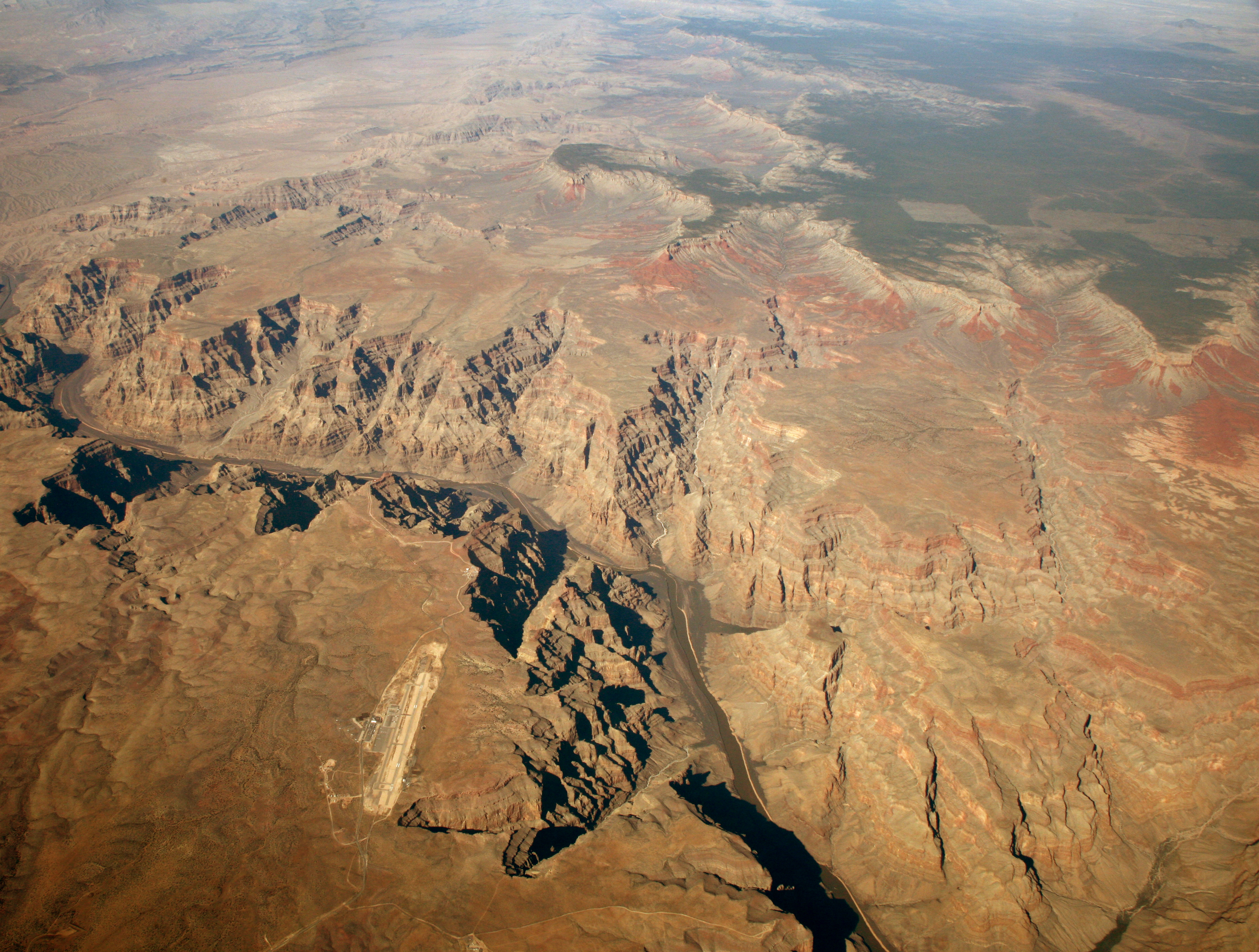
Aerial view: Grand Canyon West Airport at left center. Grand Canyon National Park lands (top), north of the Colorado.

Secondo i funzionari degli Hualapai, il costo della Skywalk è stato di 30 milioni di dollari statunitensi.
I piani futuri per il complesso della Grand Canyon Skywalk includono la realizzazione di museo, cinema, sala VIP, negozio di souvenir e diversi ristoranti tra cui un ristorante di fascia alta chiamato The Skywalk Café, dove i visitatori potranno cenare all'aperto presso il bordo del canyon.
La Skywalk è stata definita la pietra angolare di un più ampio piano di sviluppo della tribù Hualapai, che spera così di creare un catalizzatore per l'area denominata Grand Canyon West. Tra le prospettive future vi è quella di aprire un tratto di 100 miglia (160 km) lungo il Rim meridionale con la realizzazione di alberghi, ristoranti, un campo da golf, casinò e una funivia per trasportare i visitatori dal bordo del canyon fino al fiume Colorado, in precedenza inaccessibile.

## Controversie

### Critiche tra i nativi Hualapai
Gli oppositori all'interno della tribù vedono il progetto come disturbatore per il loro terreno sacro.
I sostenitori del progetto all'interno della tribù ritengono invece che si tratti di un'opportunità per generare l'economia necessaria per combattere i gravi problemi che affliggono la piccola riserva dei 2.000 residenti, tra cui un tasso di disoccupazione del 50%, un diffuso alcolismo e la povertà.
Altri membri tribali da un lato hanno espresso apprezzamento per la skywalk, ma anche preoccupazione per l'eccessivo sviluppo futuro, essendo anche preoccupati per la potenziale mancanza di sostenibilità dal momento che l'acqua utilizzata per lo sviluppo non è presa dal fiume Colorado, ma trasportata da altrove.
Durante il consiglio tribale Hualapai del 7 febbraio 2012 alcuni membri, senza preavviso, hanno rivendicato il controllo della Skywalk, costruita e in precedenza gestita dalla Grand Canyon Skywalk Development (GCSD), una società di Las Vegas. Attualmente la Grand Canyon Skywalk Development non è responsabile delle operazioni quotidiane di gestione della Skywalk. La GCSD ha ottenuto il riconoscimento di 28 milioni di dollari di risarcimento danni da parte di un collegio arbitrale, che è stato recepito dalla corte distrettuale federale nel mese di febbraio 2013.

### Ambientalisti
Persone esterne alla tribù, tra cui gruppi ambientalisti ed ex funzionari di parchi nazionali dell'Arizona, hanno espresso preoccupazione per l'invadenza del progetto in un ambiente naturale, considerandolo un disfacimento di un tesoro nazionale. I leader tribali ribattono che i 4,5 milioni di persone che ogni anno visitano la parte del Parco Nazionale sono già un sovraccarico della zona e, inoltre, che la tribù ha bisogno di proventi finanziari. La Skywalk attira circa 370.000 visitatori l'anno.

## Accesso e protezione
Il percorso per arrivare alla Skywalk può essere fatto da nord (da Las Vegas) o da sud (da Kingman) attraverso la Highway 93. I percorsi convergono vicino a Diamond Bar Road, che è in costruzione dal 7 dicembre 2009. A quel tempo, Diamond Bar Road consisteva di una strada sterrata in ghiaia di 10 miglia (16 km).
Ci sono diversi pacchetti di visita disponibili, ognuno dei quali include il parcheggio e il trasporto in autobus-navetta verso le due aree panoramiche e lo Hualapai Ranch. A partire dal 2015, le ultime 9 miglia (14 km) della strada sono state asfaltate ed ora è accessibile a tutti. Tra i servizi disponibili, i visitatori possono acquistare fotografie professionali della loro visita sulla Skywalk nel negozio di souvenir, dal momento che le macchine fotografiche e le telecamere personali non sono ammesse sulla Skywalk, ma devono essere depositate in appositi armadietti all'ingresso.